# Makkum (Drenthe)
Pour les articles homonymes, voir Makkum.
Makkum est un hameau situé dans la commune néerlandaise de Midden-Drenthe, dans la province de Drenthe. Le hameau, qui est constitué d'une seule rue, dépend de Beilen.

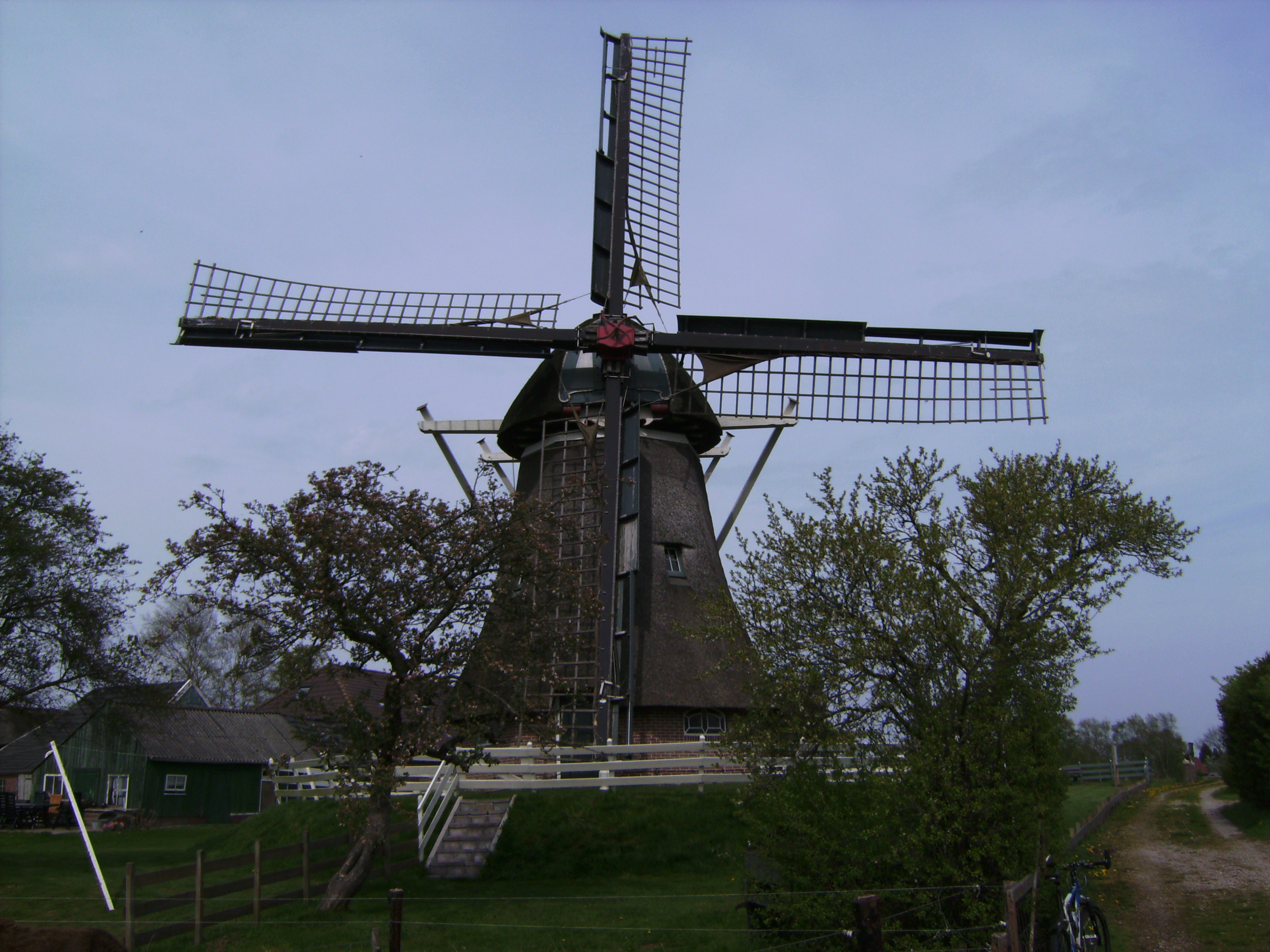
Moulin de Makkum